# Neivamyrmex sulcatus
Neivamyrmex sulcatus är en myrart som först beskrevs av Mayr 1868.  Neivamyrmex sulcatus ingår i släktet Neivamyrmex och familjen myror. Inga underarter finns listade i Catalogue of Life.